# Fibula din Praeneste

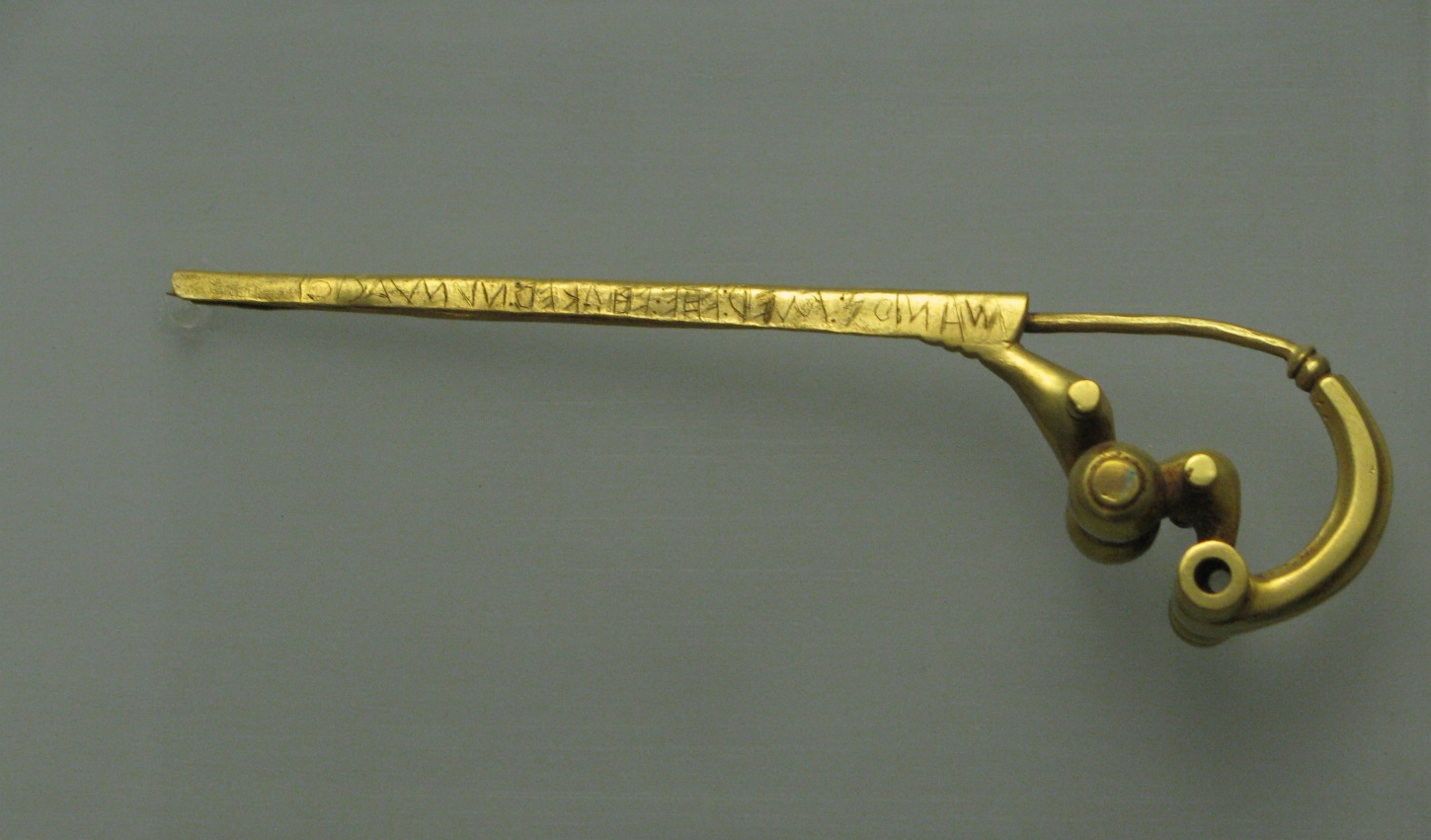

Fibula din Praeneste este o fibulă de aur descoperită în localitatea Palestrina (în antichitate Praeneste) din Italia în a doua jumătate a secolului XIX. Prezintă o inscripție în latina arhaică⁠(d), considerată a fi cea mai veche inscripție în limba latină care s-a păstrat.
Descoperitorul este necunoscut, la fel și data descoperirii. A fost prezentată publicului de către Wolfgang Helbig în 1887.
Fibula e confecționată din aur și are lungimea de 10,7 cm.
Inscripția este: MANIOS MED FHEFHAKED NVMASIOI, și se traduce „Manius m-a făcut pentru Numerius”. Este scrisă în vechiul alfabet italic, strămoșul alfabetului latin.
Fibula datează din secolul VII î.Hr. O perioadă s-a crezut că este un fals, însă analizele de laborator efectuate în 2011 au dovedit că este originală.
În prezent se află la Museo nazionale preistorico etnografico Luigi Pigorini⁠(d) din Roma.